# Olga Zlatkin-Troitschanskaia

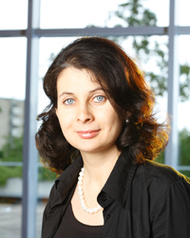
Olga Zlatkin-Troitschanskaia (2012)

Olga Zlatkin-Troitschanskaia (* 22. April 1976 in Moskau) ist eine deutsch-russische Wirtschaftspädagogin und Hochschullehrerin an der Johannes Gutenberg-Universität Mainz.
Sie studierte 1995–2000 Wirtschaft und Wirtschaftspädagogik an der Humboldt-Universität zu Berlin, war dann bis 2000 wissenschaftliche Hilfskraft. Sie promovierte bei Jürgen van Buer an der Philosophischen Fakultät der HU Berlin mit Dynamik und Stabilität in Berufsbildungssystemen : eine theoretische und empirische Untersuchung von Transformationsprozessen am Beispiel Bulgariens und Litauens (Summa cum laude). 2006 habilitierte sie sich dort über Steuerbarkeit von Bildungssystemen mittels politischer Reformstrategien : interdisziplinäre theoretische Analyse und empirische Studie zur Erweiterung der Autonomie im öffentlichen Schulwesen. Seit 2006 lehrt sie als Nachfolgerin von Klaus Beck an der Universität Mainz für Wirtschaftspädagogik. Seit 2011 ist sie die nationale Forschungskoordinatorin und Leiterin der Koordinierungsstelle des BMBF-Forschungsprogramms Kompetenzmodellierung und -messung im Hochschulsektor.
Olga Zlatkin-Troitschanskaia hat mehrere Preise gewonnen und ist Mitglied der Akademie der Technikwissenschaften sowie der International Academy of Education (IAE). Mit Jürgen Baumert hat sie im Oktober 2022 den Jahreskongress der IAE in Berlin organisiert.
In einer Studie mit einem Testverfahren zeigte sie, dass ein Großteil der Studierenden im Umgang mit Informationen aus dem Internet auf Fake-News hereinfällt. Die Medienkompetenz ist gering.
Sie forscht nicht nur innerhalb der klassischen Felder der Wirtschaftspädagogik, sondern publiziert zu vielfältigen Themen der empirischen Bildungs- und Hochschulforschung, z. B. zur Lehrprofessionalität, Bildungsökonomie, der Implementation von bildungspolitischen Reformprogrammen und dem internationalen Vergleich von Bildungs- und Wissenschaftssystemen. Darüber hinaus engagiert sie sich an der JGU stark für die Verbesserung der Lehre und der Nachwuchsförderung, unter anderem in ihrer Tätigkeit im Leitungsgremium des Gutenberg Lehrkollegs sowie als stellvertretende Sprecherin der Gutenberg-Akademie.

## Schriften: Monographien
- Zlatkin-Troitschanskaia, O., Pant. H. A., Nagel, M.-T., Molerov, D., Lautenbach, C., & Toepper, M. (2020). KoKoHs Assessment-Portfolio – Testverfahren zur Modellierung und Messung generischer und domänenspezifischer Kompetenzen bei Studierenden und Hochschulabsolventen. pfalzdruck.
- Zlatkin-Troitschanskaia, O., Pant. H. A., Nagel, M.-T., Molerov, D., Lautenbach, C., & Toepper, M. (2020). Portfolio of KoKoHs Assessments – Test Instruments for Modeling and Measuring Domain-specific and Generic Competencies of Higher Education Students and Graduates. pfalzdruck.
- Zlatkin-Troitschanskaia, O., Pant, H. A., Lautenbach, C., Molerov, D., Toepper, M., & Brückner, S. (2017). Modeling and Measuring Competencies in Higher Education: Approaches to Challenges in Higher Education Policy and Practice. Springer VS.
- Zlatkin-Troitschanskaia, O., & Pant, H. A. (2016). Kompetenzmodellierung und Kompetenzerfassung im Hochschulsektor (KoKoHs) – Hochschulpolitische und hochschulpraktische Herausforderungen und erste Lösungsansätze. Prinz.
- Zlatkin-Troitschanskaia, O., Pant, H. A., Kuhn, C., Toepper, M., & Lautenbach, C. (2016). Messung akademisch vermittelter Kompetenzen von Studierenden und Hochschulabsolventen. Ein Überblick zum nationalen und internationalen Forschungsstand. Springer VS.
- Zlatkin-Troitschanskaia, O. (2006). Steuerbarkeit von Bildungssystemen mittels politischer Reformstrategien – Interdisziplinäre theoretische Analyse und empirische Studie zur Erweiterung der Autonomie im öffentlichen Schulwesen. Lang. Zlatkin-Troitschanskaia, O. (2005). Dynamik und Stabilität in Berufsbildungssystemen – Eine theoretische und empirische Untersuchung von Transformationsprozessen am Beispiel Bulgariens und Litauens. Lang.Mithg.: Student Learning in German Higher Education: Innovative Measurement Approaches and Research Results, 2020, ISBN 978-3-658-27885-4
- mit Klaus Beck: From Diagnostics to Learning Success: Proceedings in Vocational Education and Training, 2013, ISBN 978-94-6209-190-0
- (Hg.): Stationen empirischer Bildungsforschung. Traditionslinien und Perspektiven, Festschrift für Klaus Beck, 2011[4]

## Einzelbelege
1. ↑  Olga Zlatkin-Troitschanskaia. Abgerufen am 20. Dezember 2021 (britisches Englisch).
2. ↑  LizzyNet.de – Hereingefallen auf Fake-Science. Abgerufen am 20. Dezember 2021.
3. ↑  Johannes Gutenberg-Universität Mainz: Prof. Dr. Olga Zlatkin-Troitschanskaia | Gutenberg Forschungskolleg. Abgerufen am 7. Mai 2024 (deutsch).
4. ↑  Johannes Gutenberg-Universität Mainz: Publikationen von Prof. Dr. Zlatkin-Troitschanskaia | Wirtschaftspädagogik. Abgerufen am 7. Mai 2024 (deutsch).

| Personendaten    | Personendaten                                        |
| ---------------- | ---------------------------------------------------- |
| NAME             | Zlatkin-Troitschanskaia, Olga                        |
| ALTERNATIVNAMEN  | Troitschanskaia, Olga (früherer Name)                |
| KURZBESCHREIBUNG | russische Wirtschaftspädagogin und Hochschullehrerin |
| GEBURTSDATUM     | 22. April 1976                                       |
| GEBURTSORT       | Moskau                                               |